# سیارک ۴۸۳

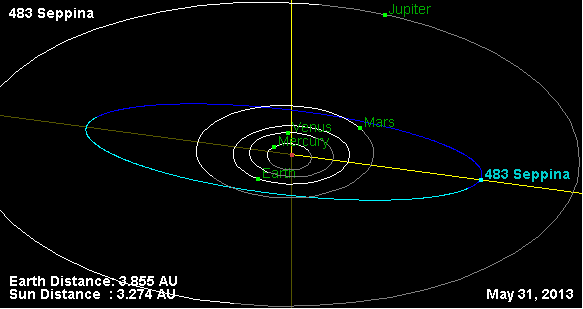
نمایی از محل قرارگیری سیارک ۴۸۳ در مدار – ۲۰۱۳

سیارک ۴۸۳ (به انگلیسی: 483 Seppina، نامگذاری:1902HU) چهارصد و هشتاد و سومین سیارک کشف شده‌است که در ۴ مارس ۱۹۰۲ و در هایدلبرگ کشف شد.
قدر مطلق سیارک برابر ۸٫۳۳ است.